# Bais
Bais é uma comuna francesa na região administrativa da Bretanha, no departamento Ille-et-Vilaine. Estende-se por uma área de 35,02 km². Em 2010 a comuna tinha 2 462 habitantes (densidade: 70,3 hab./km²).